# Andrew Weisblum
Andrew M. Weisblum (* November 1971) ist ein US-amerikanischer Filmeditor.

## Leben
Nachdem Andrew M. Weisblum von 1990 bis 1991 ein Jahr am Dartmouth College studierte, wechselte er zum Oberlin College, wo er 1994 seinen Bachelor machte. Da er bereits während seines Studiums unter anderem an der Komödie Naked in New York als Schnittassistent arbeitete, blieb er über zehn Jahre in New York, wo er bis zu seinen ersten beiden eigenverantwortlichen Filmschnitten, Coney Island Baby und Undermind, noch bei Filmen wie Ist sie nicht großartig? und Femme Fatal assistierte.
Insbesondere für die beiden Filme The Wrestler – Ruhm, Liebe, Schmerz und Black Swan von Darren Aronofsky erhielt Weisblum internationales Kritikerlob und wurde für letzteren jeweils mit einer Nominierung des Oscars für den Besten Schnitt und des British Academy Film Awards für den Besten Schnitt bedacht. Bei Noah (2014) und Mother! (2017) arbeiteten die beiden erneut zusammen. Eine weitere Nominierung für den Oscar erfolgte 2022 für den Film Tick, Tick… Boom!.

## Filmografie (Auswahl)
- 1993: Naked in New York (Schnittassistenz)
- 2000: Ist sie nicht großartig? (Isn’t She Great) (Schnittassistenz)
- 2002: Femme Fatal (Schnittassistenz)
- 2003: Coney Island Baby
- 2003: Undermind
- 2007: Darjeeling Limited (The Darjeeling Limited)
- 2008: The Wrestler – Ruhm, Liebe, Schmerz (The Wrestler)
- 2009: Der fantastische Mr. Fox (Fantastic Mr. Fox)
- 2010: Black Swan
- 2012: Moonrise Kingdom
- 2013: The East
- 2014: Noah
- 2016: Alice im Wunderland: Hinter den Spiegeln
- 2017: Mother!
- 2021: The French Dispatch
- 2021: The Eyes of Tammy Faye
- 2021: Tick, Tick… Boom!
- 2022: The Whale
- 2023: Ich sehe was, was du nicht siehst (The Wonderful Story of Henry Sugar, Kurzfilm)
- 2023: Der Schwan (The Swan, Kurzfilm)
- 2023: Der Rattenfänger (The Rat Catcher, Kurzfilm)
- 2023:  Gift (Poison, Kurzfilm)
- 2024: Wolfs

## Auszeichnungen (Auswahl)
Oscar
- 2011: Nominierung für den Besten Schnitt von Black Swan
- 2022: Nominierung für den Besten Schnitt von Tick, Tick… Boom!

British Academy Film Award
- 2011: Nominierung für den Besten Schnitt von Black Swan

Online Film Critics Society Awards
- 2011: Nominierung für den Besten Schnitt von Black Swan

Boston Society of Film Critics Award
- 2010: Boston Society of Film Critics Award für den besten Schnitt für Black Swan